# کیتی کاروترز
کیتی کاروترز (انگلیسی: Kitty Carruthers؛ زادهٔ ۳۰ مهٔ ۱۹۶۱) اسکیت‌باز نمایشی اهل ایالات متحده آمریکا است.